# St. Thomas Morus (Schlebusch)

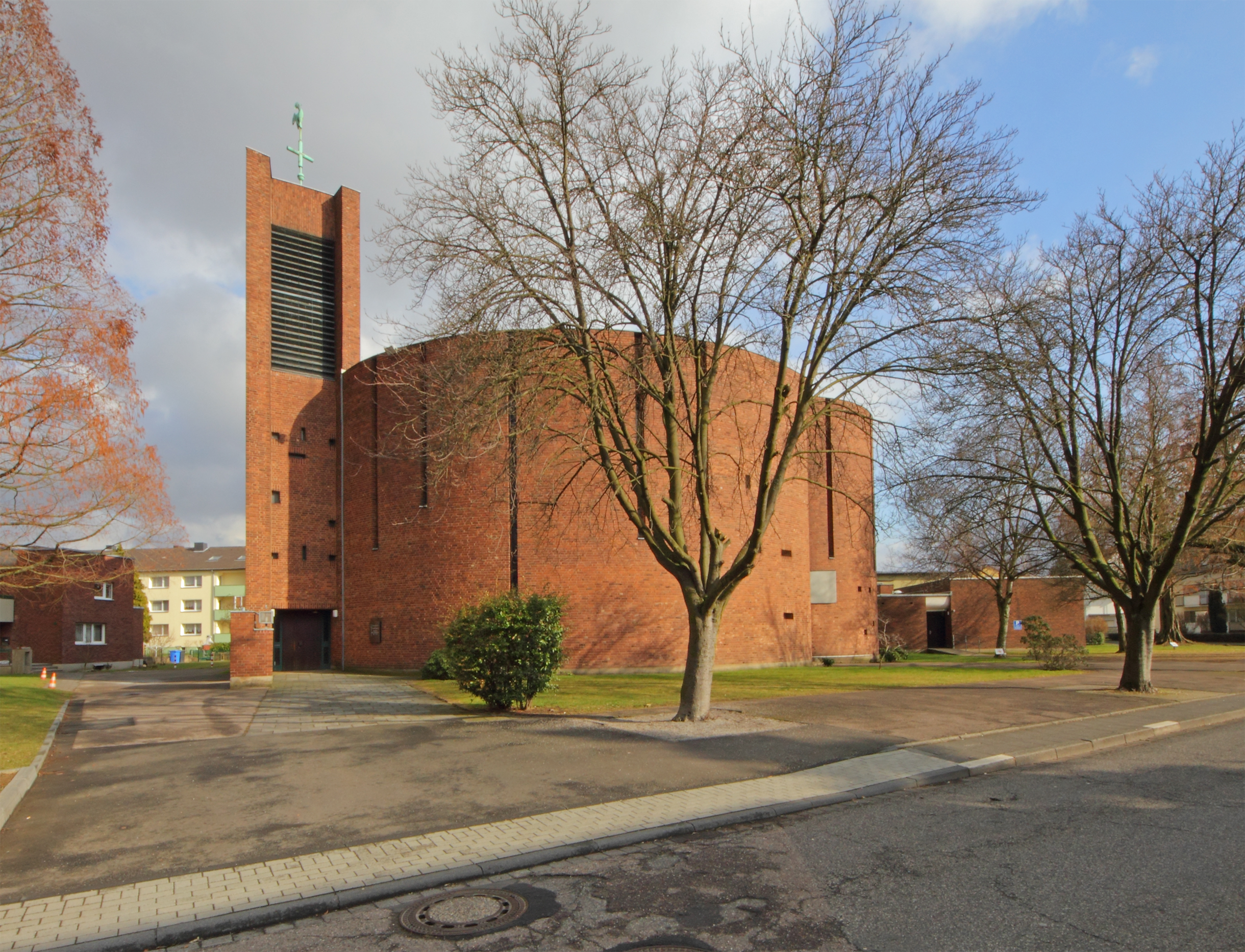
Thomas-Morus-Kirche

Die Kirche St. Thomas Morus war ein römisch-katholisches Gotteshaus im Leverkusener Stadtteil Schlebusch. Sie war bis zum 31. Dezember 2019 Sitz der gleichnamigen Pfarrgemeinde im Seelsorgebereich Leverkusen Südost des Erzbistums Köln und wurde im Februar 2021 wegen Baufälligkeit entwidmet.

## Geschichte
Der erste Spatenstich erfolgte am 12. April 1959, die Grundsteinlegung am 22. Mai 1960. Der Grundstein stammt aus einem Grabmal der Calixtus-Katakombe in Rom. Die nach Plänen des Kölner Architekten Erwin Schiffer (1927–2001) gebaute Kirche wurde durch Weihbischof Joseph Ferche im Juli 1962 geweiht.
Wegen schwerer Schäden an der Dachkonstruktion konnte die Kirche seit 2016 nicht mehr betreten werden. Der Standort wurde für die pastorale Arbeit des Seelsorgebereichs Leverkusen Südost aufgegeben, die Kirche wurde vom Erzbischof Rainer Maria Woelki am 18. Februar 2021 als Kirchengebäude profaniert. Die Kirche wurde durch die Caritas durch Erbbaurecht übernommen und wird im Innenraum zu einem dreigeschossigen Wohnhaus umgebaut, wobei der Charakter des Kirchengebäudes sichtbar bleiben soll.

## Glocken
Im Kirchturm hängt ein dreistimmiges Glockengeläut aus Bronzeglocken:
| Nr. | Name                | Gussjahr | Gießer                                                                 | Durchmesser | Masse  | Schlagton (HT-1/16) |
| 1   | Thomas-Morus-Glocke | 1962     | Hans Georg Hermann Maria Hüesker, Fa. Petit & Gebr. Edelbrock, Gescher | 910 mm      | 450 kg | a1 ±0               |
| 2   | Barbara-Glocke      | 1960     | Hans Georg Hermann Maria Hüesker, Fa. Petit & Gebr. Edelbrock, Gescher | 800 mm      | 310 kg | h1 +1               |
| 3   | Marien-Glocke       | 1962     | Hans Georg Hermann Maria Hüesker, Fa. Petit & Gebr. Edelbrock, Gescher | 667 mm      | 180 kg | d2 +1               |

Die Glocken fanden, nachdem die denkmalgeschützte Kirche profaniert wurde, in St. Andreas neue Verwendung.